# روبرت ريكورد
روبرت ريكورد (ق. 1512 - 1558) كان طبيب وعالم رياضيات أنجلو ويلزي. اخترع علامة التساوي (=); كما قدم عام 1557 علامة الجمع (+) لقراء اللغة الإنجليزية.

## سيرة شخصية
وُلد روبرت ريكورد حوالي عام 1512، الابن الثاني والأخير لتوماس وروز ريكورد من تينبي بيمبروكشاير في ويلز.
حوالي عام 1525 التحق بجامعة أكسفورد، ثم انتُخب عام 1531 زميلًا في كلية أول سولز [الإنجليزية]. وبعد عمله كطبيب لفترة، التحق عام 1545 بجامعة كامبريدج للحصول على درجة الماجستير في الطب. بعدها عاد لأكسفورد، وهناك قام بتدريس الرياضيات للجمهور، كدأبه قبل ذهابه لكامبريدج. ويبدو أنه بعد ذلك ذهب للندن، حيث عمل كطبيب للملك إدوارد السادس وللملكة ماري، والتي أهدى لها بعض كتبه. كما رأس دار سك العملة الملكية وشغل منصب المراقب المالي للمناجم والأموال في أيرلندا. بعد محاكمته بتهمة التشهير بخصم سياسي، قبض عليه بسبب الديون وتوفي بحلول منتصف يونيو 1558 في سجن كنجز بنش [الإنجليزية] في ساوثوارك.

## مؤلفاته

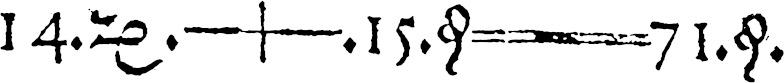
أول معادلة تستخدم التدوين الحديث 14x + 15 = 71، من كتاب The Whetstone of Witte. (الحل x=4)

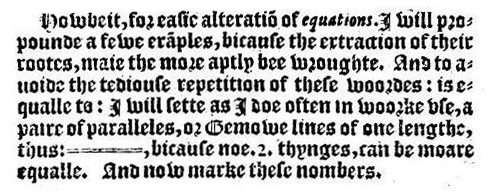
تقديم ريكورد لعلامة التساوي لأول مرة في كتابه The Whetstone of Witte، «لتفادي إرهاق التكرار».

نشر ريكورد العديد من الأعمال حول مواضيع رياضية وطبية، معظمها على شكل حوار بين معلم وعالم، مثل الأعمال التالية:
- The Grounde of Artes, teachings the Worke and Practise, of Arithmeticke, both in whole numbers and fractions (1543),[14] أول كتاب إنجليزي في الجبر.
- The Pathway to Knowledge, containing the First Principles of Geometry ... bothe for the use of Instrumentes Geometricall and Astronomicall, and also for Projection of Plattes (London, 1551)
- The Castle of Knowledge, containing the Explication of the Sphere both Celestiall and Materiall, etc. (London, 1556) يشرح الكتاب الفلك البطليموسي كما يذكر النموذج الكوبرنيكوسي بشكل وجيز.
- The Whetstone of Witte, whiche is the seconde parte of Arithmeteke: containing the extraction of rootes; the cossike practise, with the rule of equation; and the workes of Surde Nombers (London, 1557). في هذا الكتاب قدم علامة التساوي في كتاب مطبوع.[15] بصدور هذا الكتاب، يعتبر ريكورد هو من أدخل الجبر بترميز قياسي للجزيرة البريطانية.[16][17]
- A medical work, The Urinal of Physick (1548), طبع أكثر من مرة.

كُتبت معظم هذه الأعمال في شكل تعليم. نُسبت إليه العديد من الكتب التي لا يعرف مؤلفوها: Cosmographiae isagoge و De Arte faciendi Horologium و De Usu Globorum et de Statu temporum.

## أنظر أيضا
- التساوي الرياضي
- علامة التساوي
- معادلة رياضية
- Zenzizenzizenzic - كلمة صاغها روبرت ريكورد لوصف عدد مرفوع للأس ثمانية

## روابط خارجية
- سيرة ريكورد من موقع تاريخ الرياضيات بجامعة سانت أندرو
- روبرت ريكورد: الويلزي الذي اخترع علامة التساوي
- روبرت ريكورد وغيره من علماء الرياضيات الويلزيين
- 100 أبطال ويلز - روبرت ريكورد
- أول استخدامات لرموز العلاقات
- أول استخدامات معروفة لبعض كلمات الرياضيات يحتوي على العديد من الاقتباسات من أعمال ريكورد.
- مؤلفات Robert Record في مشروع غوتنبرغ